# Harpochilus neesianus
Harpochilus neesianus là một loài thực vật có hoa trong họ Ô rô. Loài này được Mart. ex Nees mô tả khoa học đầu tiên năm 1847.